# Residenzplatz (Salzburg)

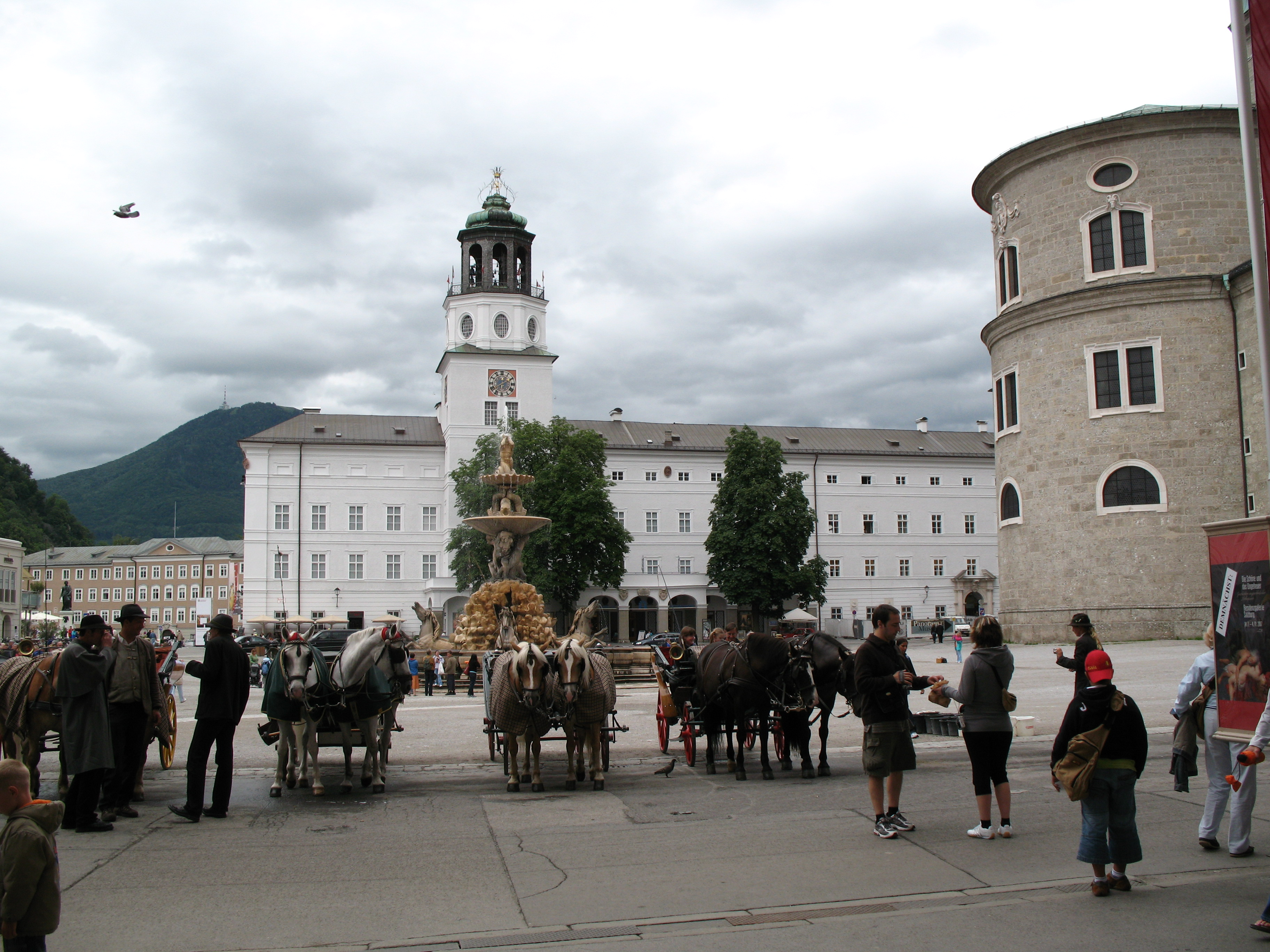
Residenzplatz din Salzburg

Residenzplatz este o piață largă și reprezentativă în centrul istoric (Altstadt) al orașului Salzburg. Piața este delimitată la vest de Alte Residenz, la est de Neue Residenz cu cunoscutul turn-clopotniță și la sud de Dom. În partea de nord este închisă de fațadele unor case datând din epoca medievală.
Piața a fost construită în 1587 de arhiepiscopul Wolf Dietrich Raitenau, care a dispus construirea Catedralei din Salzburg. În consecință, vechiul dom și 55 de case orășenești din partea de vest a străzii Pfeifergasse au fost demolate. Un cimitir folosit până la sfârșitul secolului al XVI-lea a fost descoperit recent sub Residenzplatz.

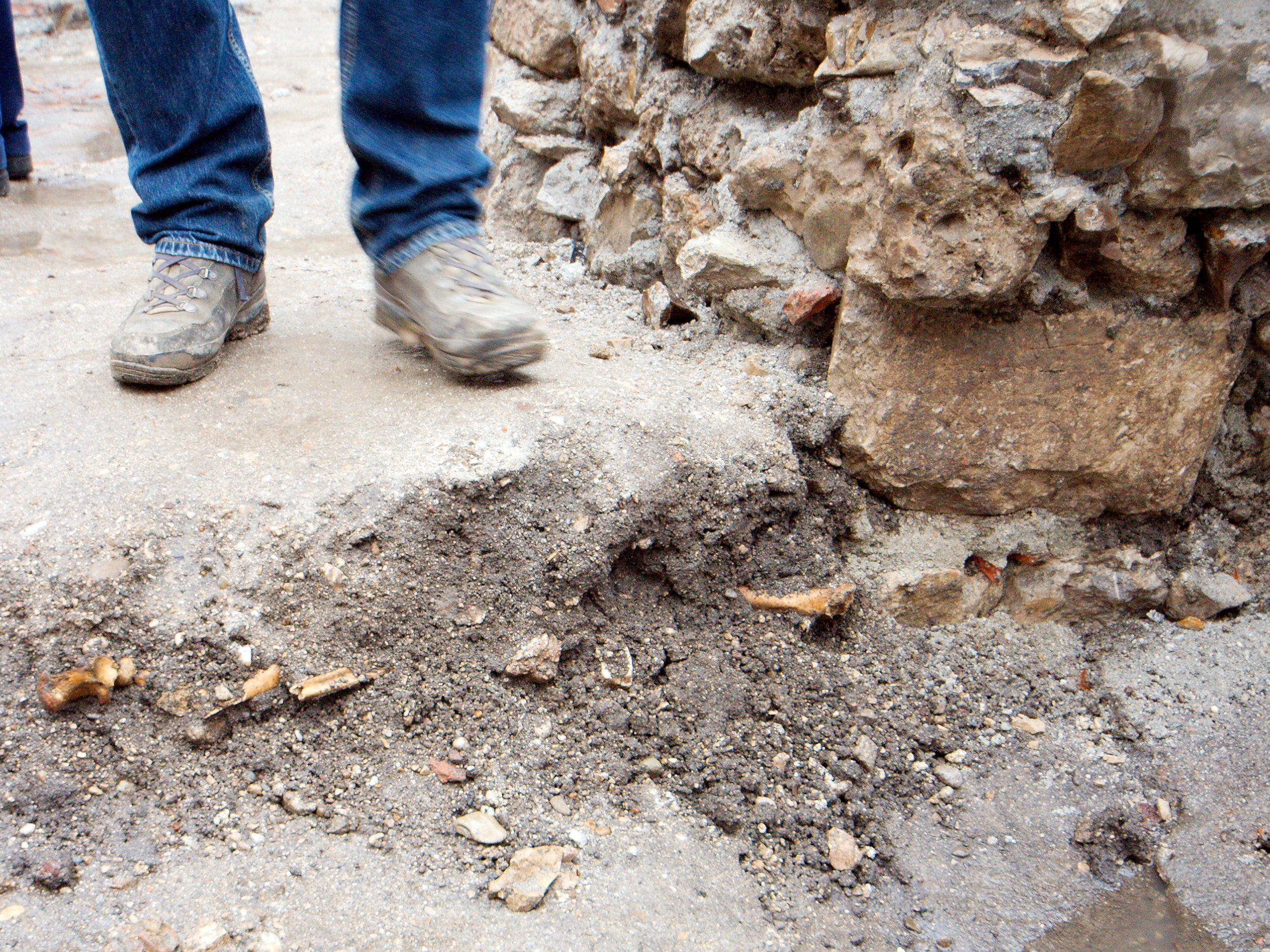
Vestigii ale cimitirului din Residenzplatz

## Casele din Residenzplatz
- Casa din Residenzplatz 2: Ancadramentele ferestrelor sunt realizate în stil gotic târziu, în anii de după 1500, și redescoperite în timpul unei restaurări de pe la 1930. În această casă a trăit în jurul anului 1693 marele pictor baroc Johann Michael Rottmayr, în timp ce lucra la Residenz.

- Casa din Residenzplatz 3: Casa are un frumos portal baroc, cu pilaștri pe părțile laterale și un capitel cu volute cu o vază de marmură.

- Casa din Residenzplatz 4: Fațada acestei case datează din secolul al XVII-lea.

- Casa din Residenzplatz 5: Casa are un portal aurit cu grilaj istoric din fier și mai sus o pictură cu „Fuga Sfintei Familii în Egipt” datând din secolul al XVIII-lea.

## Fântâna

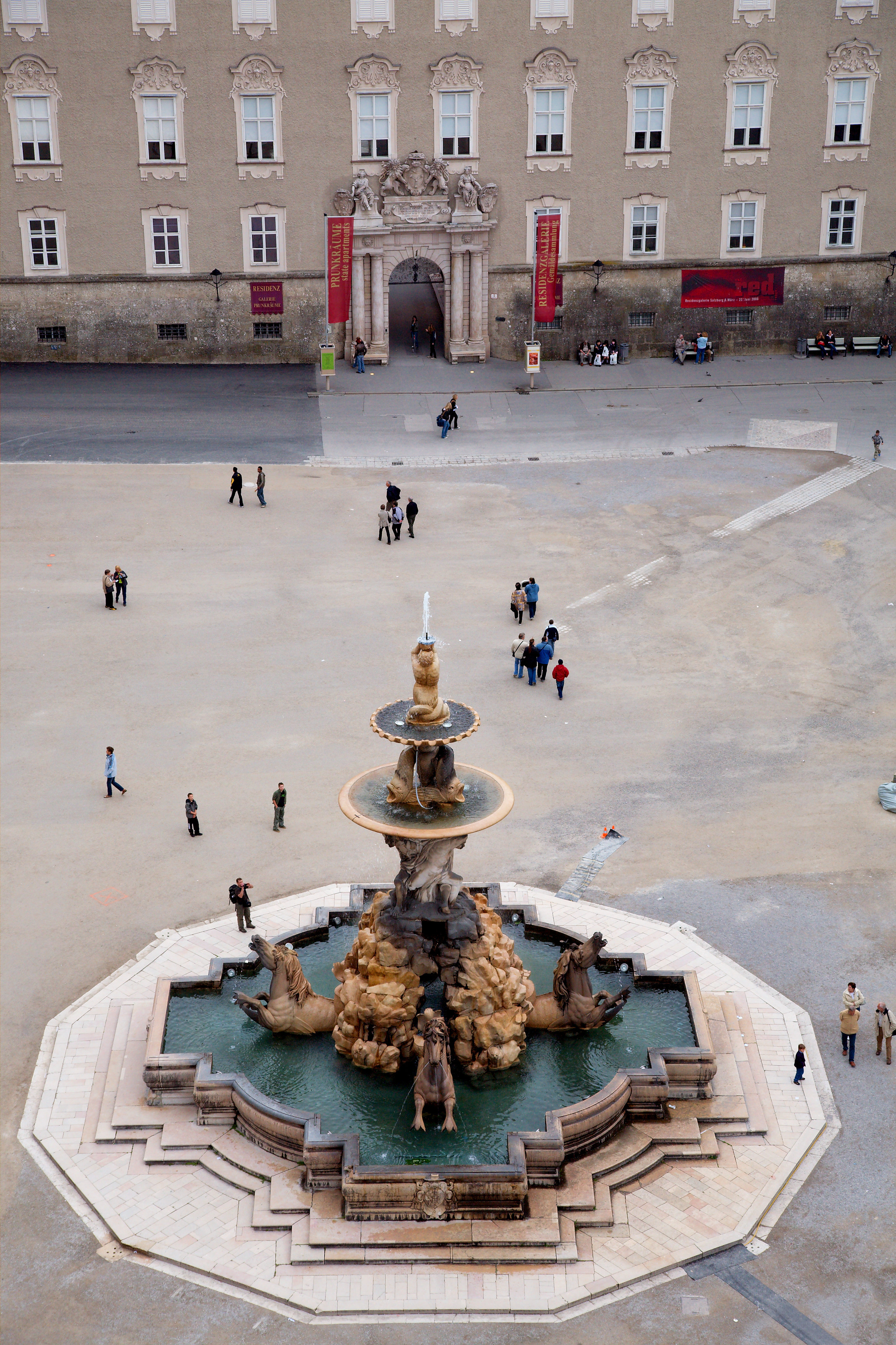
Fântâna din Residenzplatz

Fântâna din Residenzplatz este o monumentală fântână sculptată din marmură de Untersberg. Ea este cea mai mare fântână barocă din Europa Centrală și a fost construită în perioada 1656-1661 în timpul arhiepiscopului Guidobald von Thun, după proiectul lui Tommaso di Garona. Inginer senior a fost Antonio Dario.